# Панормос (миноносец)
«Панормос» — греческий миноносец. Бывший австрийский миноносец ‘SMS Tb 92-F ’.
Построен на верфи фирмы Cantiere Navale Triestino в Фиуме в 1914 году.
Принадлежит большой серии австрийских миноносцев типа (Tb 82 F) построенных в Фиуме и типа (Tb 98 M) построенныхв Монфальконе.
Один из 6 судов этих типов предоставленных Греции в 1922 году, в качестве репараций после окончания Первой мировой войны и раздела австрийского флота. Все греческие суда этого типа получили имена древних греческих городов Малой Азии, оставленных греческой армией в том же 1922 году: 'Пергамос' (Пергам), ‘Пруса’ (Бурса), ‘Панормос’ (Бандырма), Киос' (Гемлик), ‘Кидониэ (Айвалык), ‘Кизикос (Кизик (город)).
В 1926 году был произведен капитальный ремонт судна плавмастерскими ГЕФЕСТ (греч.ΗΦΑΙΣΤΟΣ).
11 марта 1928 года под командованием лейтенанта ВМС Лукаса сел на мель у острова Эгина. Миноносец затонул, но без жертв Командир корабля попытался покончить жизнь самоубийством, но выжил после многомесячного лечения